# كأس نيوزيلندا 1939
كأس نيوزيلندا 1939 (بالإنجليزية: 1939 Chatham Cup)‏ هو موسم من كأس نيوزيلندا. فاز فيه Waterside Karori ‏.